# Championnat d'Arabie saoudite de football 1996-1997
Navigation
Saison précédente Saison suivante
La saison 1996-1997 du Championnat d'Arabie saoudite de football est la vingt-et-unième édition du championnat de première division en Arabie saoudite. La Premier League regroupe les douze meilleurs clubs du pays au sein d'une poule unique, où ils s'affrontent deux fois au cours de la saison, à domicile et à l'extérieur. À la fin de la compétition, les deux derniers du classement sont relégués et remplacés par les deux meilleurs clubs de deuxième division. En haut du classement, les quatre premiers se qualifient pour la phase finale pour le titre, disputée sous forme de coupe.
C'est le club d'Al Ittihad qui remporte le championnat en battant le tenant du titre, Al-Hilal FC en finale, après avoir terminé en tête de la saison régulière. C'est le 2e titre de champion d'Arabie saoudite de l'histoire du club, après celui remporté en 1982. Al Ittihad réussit même le doublé en s'imposant en finale de la Coupe d'Arabie saoudite face au club d'Al Ta'ee Ha'il.

## Les clubs participants
| - Al Nasr Riyad - Al-Hilal FC - Al Ahli - Al Ittihad - Al Ta'ee Ha'il - Al Nejmeh | - Al Qadisiya Al Khubar - Al Shabab Riyad - Al Riyad SC - Al Ansar Médine - Promu de D2 - Ettifaq FC - Al Wehda - Promu de D2 |

## Compétition

### Première phase
Le barème utilisé pour établir le classement est le suivant :
- Victoire : 3 points
- Match nul : 1 point
- Défaite : 0 point

| Rang | Équipe                | Pts | J  | G  | N | P  | Bp | Bc | Diff |
| ---- | --------------------- | --- | -- | -- | - | -- | -- | -- | ---- |
| 1    | Al Ittihad C          | 44  | 22 | 12 | 2 | 6  | 54 | 24 | +30  |
| 2    | Al Nasr Riyad (C2)    | 39  | 22 | 12 | 3 | 7  | 37 | 31 | +6   |
| 3    | Al-Hilal FC           | 36  | 22 | 10 | 6 | 6  | 22 | 19 | +3   |
| 4    | Al Shabab Riyad       | 35  | 22 | 10 | 5 | 7  | 31 | 23 | +8   |
| 5    | Al Ahli               | 30  | 22 | 7  | 9 | 6  | 28 | 28 | 0    |
| 6    | Al Riyad SC           | 29  | 22 | 7  | 8 | 7  | 33 | 30 | +3   |
| 7    | Ettifaq FC            | 29  | 22 | 9  | 2 | 7  | 35 | 36 | -1   |
| 8    | Al Wehda P            | 28  | 22 | 8  | 4 | 10 | 37 | 49 | -12  |
| 9    | Al Nejmeh             | 26  | 22 | 6  | 8 | 8  | 28 | 30 | -2   |
| 10   | Al Ta'ee Ha'il        | 26  | 22 | 7  | 5 | 10 | 27 | 34 | -7   |
| 11   | Al Ansar Médine P     | 25  | 22 | 7  | 4 | 11 | 23 | 34 | -11  |
| 12   | Al Qadisiya Al Khubar | 19  | 22 | 5  | 4 | 13 | 26 | 44 | -18  |

|  | Qualification pour la phase finale pour le titre                                                                                                 |
|  | Qualification pour la Coupe des Coupes 1998-1999                                                                                                 |
|  | Relégation en deuxième division |
|  | T : Tenant du titre (C2) : Vainqueur de la Coupe des Coupes 1997-1998 C : Vainqueur de la Coupe d'Arabie saoudite P : Promu de deuxième division |

### Phase finale

#### Demi-finales
| Équipe 1        | Résultat | Équipe 2    | Aller | Retour |
| --------------- | -------- | ----------- | ----- | ------ |
| Al Nasr Riyad   | 4 - 5    | Al-Hilal FC | 2 - 2 | 2 - 3  |
| Al Shabab Riyad | 4 - 6    | Al Ittihad  | 2 - 4 | 2 - 2  |

#### Finale
| Équipe 1   | Résultat | Équipe 2    |
| ---------- | -------- | ----------- |
| Al Ittihad | 2 - 0    | Al-Hilal FC |

## Bilan de la saison
| Championnat d'Arabie saoudite de football 1996-1997 |                        |
| Champion                                            | Al Ittihad (2e titre)  |
| Coupes et trophées                                  |                        |
| Vainqueur de la Coupe d'Arabie saoudite 1996-1997   | Al Ittihad             |
| Qualifications continentales                        |                        |
| Coupe d'Asie des clubs champions 1998-1999          | Al Ittihad             |
| Coupe des Coupes 1998-1999                          | Al Nasr Riyad (tenant) |
| Coupe des Coupes 1998-1999                          | Al Ta'ee Ha'il         |
| Coupe des clubs champions du golfe Persique 1999    | Al Ittihad             |
| Promotions et relégations                           |                        |
| Promus en Premier League                            | Al Taawon              |
| Promus en Premier League                            | Al Shoalah             |
| Relégués en First Division                          | Al Ansar Médine        |
| Relégués en First Division                          | Al Qadisiya Al Khubar  |